# Wendeburg
Wendeburg is een gemeente in de Duitse deelstaat Nedersaksen, en maakt deel uit van het Landkreis Peine.
Wendeburg telt 10.426 inwoners.

## Plaatsen in de gemeente Wendeburg
- Bortfeld
- Harvesse
- Meerdorf
- Neubrück (met Ersehof)
- Rüper
- Sophiental
- Wendeburg (met Wendezelle en Zweidorf)
- Wense

- Gemeinsame Normdatei: 4280199-0
- Virtual International Authority File: 247759659
- WorldCat: E39PCjHW4CwWPxYJcCyWDHhW6q

Edemissen · 
Hohenhameln · 
Ilsede · 
Lahstedt · 
Lengede · 
Peine · 
Vechelde · 
Wendeburg